# Tammany Hall
Tammany Hall je bila politička organizacija Demokratske stranke SAD-a koja je igrala ključnu ulogu u korupciji u gradskoj vlasti New Yorka u 19. stoljeću. Organizacija je oslabljena izborom republikanca Fiorella LaGuardije na mjesto gradonačelnika New Yorka 1934. godine. Organizacija je dobila ime po Tamanendu, vođi američkih Indijanaca u 17. stoljeću s tog područja, čiji je kip bio u predvorju dvorane koja je služila kao sjedište Tammany Halla.